# Kratochvíle - zámek
Kratochvíle - zámek este o arie protejată (arie specială de conservare — SAC, sit de importanță comunitară — SCI) din Republica Cehă întinsă pe o suprafață de 0,07 ha, integral pe uscat.

## Localizare
Centrul sitului Kratochvíle - zámek este situat la coordonatele 49°03′33″N 14°10′06″E / 49.059167°N 14.168333°E.

## Înființare
Situl Kratochvíle - zámek a fost declarat sit de importanță comunitară în aprilie 2005 pentru a proteja 1 specie de animale. Situl a fost protejat și ca arie specială de conservare în iulie 2012.

## Biodiversitate
Situată în ecoregiunea continentală, aria protejată nu include niciun habitat protejat.
La baza desemnării sitului se află o specie protejată de  mamifere: liliac comun (Myotis myotis).